# Triticonazol
Triticonazol ist eine chemische Verbindung aus der Gruppe der Triazole. Es ist chiral und wird als 1:1-Gemisch der einander stereoisomerer  Strukturen eingesetzt.

## Gewinnung und Darstellung
Triticonazol kann durch eine mehrstufige Reaktion ausgehend von 2,2-Dimethyl-pentensäurechlorid mit Aluminiumchlorid, Wasserstoff, 4-Chlorbenzaldehyd, Trimethylsulfoniumiodid, Dimethylsulfoxid und 1,2,4-Triazol gewonnen werden.

## Eigenschaften
Triticonazol ist ein brennbarer weißer Feststoff, der praktisch unlöslich in Wasser ist. Das kommerziell verfügbare Produkt ist ein Racemat. Über die Synthese und biologischen Eigenschaften der einzelnen Enantiomere ist bisher nichts bekannt. Nach dem Erreichen der Schmelztemperatur beginnt eine schwache Zersetzung, diese wird ab einer Temperatur von 180 °C signifikant. Die Verbindung ist stabil gegenüber Hydrolyse bei einem pH-Wert von 5, 7 und 9.

## Verwendung
Triticonazol wird als Wirkstoff in Pflanzenschutzmitteln verwendet. Es wird als Fungizid bei Getreide und Mais zum Beispiel gegen Rhynchosporium und Maiskopfbrand (Sphacelotheca reiliana) eingesetzt.

## Zulassung
Die Verbindung wurde mit Wirkung zum 1. Februar 2007 in der Europäischen Union für Anwendungen als Fungizid zugelassen.
In Deutschland, Österreich und der Schweiz sind Pflanzenschutzmittel (z. B. Real und Rubin Top) mit diesem Wirkstoff zugelassen. In Deutschland ist er seit 1971 zugelassen.